# Laaber
Laaber è un comune tedesco di 5 206 abitanti, situato nel land della Baviera.